# Save the Lies
Save the Lies to singel australijskiej piosenkarki i autorki tekstów Gabrielli Cilmi. Został wydany jako drugi singel w Wielkiej Brytanii oraz jako trzeci w Australii. Pochodzi z debiutanckiego albumu artystki, Lessons to Be Learned. Piosenka została wykonana 20 października 2008 roku w programie Australian Idol.

## Format wydania
Brytyjski singel CD
1. "Save the Lies (Good to Me)" – 3:16
2. "Sweet About Me" (Live) – 3:41
3. "Cry Me a River" (Live) – 3:40
4. "Fly Me to the Moon" – 3:05

Australijski singel CD
1. "Save the Lies" (Single Version) – 3:13
2. "Save the Lies" (Out of Office Club Mix) – 7:10
3. "Save the Lies" (Out of Office Dub Mix) – 7:08
4. "Save the Lies" (Kinky Roland Remix) – 7:10

## Notowania
| Lista                      | Najwyższa pozycja |
| -------------------------- | ----------------- |
| Australijska lista klubowa | 29                |
| UK Singles Chart           | 33                |